# Vidov
Vidov är en ort i Tjeckien.   Den ligger i regionen Södra Böhmen, i den södra delen av landet, 130 km söder om huvudstaden Prag. Vidov ligger 402 meter över havet och antalet invånare är 306.
Terrängen runt Vidov är huvudsakligen platt. Vidov ligger nere i en dal. Runt Vidov är det ganska tätbefolkat, med 62 invånare per kvadratkilometer. Närmaste större samhälle är České Budějovice, 5,5 km norr om Vidov. Omgivningarna runt Vidov är en mosaik av jordbruksmark och naturlig växtlighet.